# باربارا ژیلینسکا
باربارا ژیلینسکا (لهستانی: Barbara Zielińska؛ زادهٔ ۱۹۵۹) بازیگر و صداپیشه اهل لهستان است.
از فیلم‌ها یا مجموعه‌های تلویزیونی که وی در آن‌ها نقش داشته‌است، می‌توان به این دختران من، اجاره‌نشین‌ها، خانه کشیش، پرستار کودک، در خیابان سپولنی، طایفه، حوزه استحفاظی ۱۳ و راز ساگال اشاره نمود.